# Les Gitans
Les Gitans è il quarto album in studio della cantante franco-italiana Dalida, pubblicato nel 1958.

## Tracce
Lato A
1. Les gitans – 3:35 (Hubert Giraud, Pierre Cour)
2. Aïe! mon cœur – 2:15 (Eddy Marnay, Enrique Escudé Cofiner)
3. Inconnu mon amour – 2:20 (Hubert Giraud, Jean Broussolle, Pierre Delanoë)
4. Adieu monsieur mon amour – 2:39 (Jean Broussolle, Sidney Norman, Ted Gilbert)
5. Rendez-vous au Lavandou – 3:07 (André Pascal, Paul Mauriat)

Lato B
1. Dans le bleu du ciel bleu – 2:51 (Domenico Modugno, Franco Migliacci, Jacques Larue)
2. Je pars – 2:29 (Fernand Bonifay, Morty Craft, Selma Craft)
3. Timide sérénade – 2:55 (Jean Broussolle, Nicola Salerno, Luigi Pulci)
4. Marchand de fruits – 2:50 (Jean-Yves Gran)
5. Dieu seul – 2:27 (Gary Lynes, Pierre Delanoë)